# Сёмкин, Иван Петрович
Ива́н Петро́вич Сёмкин  (1911—1995) — советский железнодорожник, старший машинист паровоза Взморьевского участка тяги и подвижного состава Южно-Сахалинской железной дороги. Герой Социалистического Труда (1959).

## Биография
Родился 22 июля [4 августа] 1911 года в Екатеринославской губернии Российской империи (на территории современной Донецкой области Украины). С 1946 года работал старшим машинистом паровоза паровозного депо Взморье Южно-Сахалинской железной дороги (с 1963 года – Сахалинское отделение Дальневосточной железной дороги) в селе Взморье Сахалинской области.
Возглавляемая им бригада выступила инициатором вождения тяжеловесных поездов на самом тяжёлом перевальном участке железной дороги. В результате этого почина была значительно поднята весовая норма поездов, государство получило миллионы рублей прибыли. Неоднократно вносил рационализаторские предложения, добивался лучших показателей среди машинистов Сахалинской области.
Указом Президиума Верховного Совета СССР от 1 августа 1959 года «за выдающиеся успехи, достигнутые в деле развития железнодорожного транспорта» присвоено звание Героя Социалистического Труда с вручением ордена Ленина и золотой медали «Серп и Молот».
В начале 1970-х годов вышел на пенсию и уехал с Сахалина в Донецкую область Украинской ССР (ныне – Украины). Жил в городе Дебальцево, где и скончался 12 января 1995 года.

## Награды
- орден Ленина (01.08.1959)
- медаль «За трудовое отличие» (31.05.1951)
- медаль «За трудовую доблесть» (01.08.1953)
- знак «Почётному железнодорожнику» (1966)